# Unione di Utrecht
L'Unione di Utrecht (Unie van Utrecht in olandese) è un trattato firmato il 23 gennaio 1579, a Utrecht nei Paesi Bassi. Esso è da considerarsi una reazione politica delle province protestanti all'Unione di Arras del 6 gennaio 1579.
Il trattato unificò le province desiderose di separarsi dai Paesi Bassi spagnoli per ragioni sia politiche sia religiose.
L'Unione di Utrecht è spesso considerata come l'atto che diede il via all'indipendenza delle Province Unite, che fu riconosciuta nel 1648 dalla pace di Vestfalia.

## Città e province firmatarie dell'Unione
- Contea d'Olanda
- Contea di Zelanda
- Signoria di Groninga
- Contea delle Fiandre
- Signoria di Frisia
- Ducato di Gheldria
- Signoria di Utrecht
- Ducato di Brabante
- Signoria di Overijssel
- le città di Tournai e di Valenciennes